# Gus Cannon

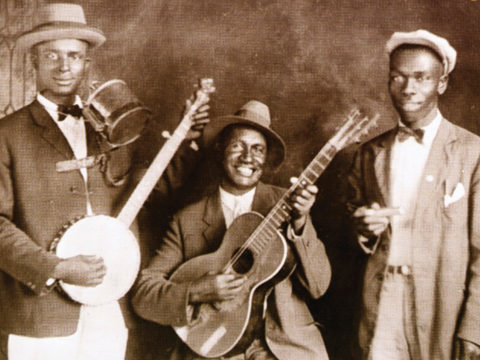
Gus Cannon (links) und seine Jug Stompers

Gus Cannon (* 12. September 1883 in Red Banks, Mississippi; † 15. Oktober 1979 in Memphis, Tennessee) war ein amerikanischer Blues-Musiker, der vor allem mit seiner Band Cannon’s Jug Stompers Ende der 1920er bekannt wurde.

## Kindheit und Jugend
Cannon wurde 1883 als der jüngste von zehn Söhnen der Sharecropper John und Ellen Cannon geboren. Mit zwölf Jahren arbeitete er in Clarksdale, Mississippi auf den Baumwollfeldern. Hier kam er mit dem Blues in Berührung. Er brachte sich das Musizieren selbst bei, wobei er zunächst auf einem Banjo spielte, das er sich aus einer Pfanne und einem Gitarrenhals gebaut hatte.

## Karriere
Um 1900 spielte Cannon in verschiedenen Bands in der Gegend von Clarksdale. Er gründete seine erste Jugband, als er für die Eisenbahn in Greenville arbeitete. Er lernte den Mundharmonikaspieler Noah Lewis und den jungen Gitarristen Ashley Thompson kennen, mit denen er häufig zusammen spielte.
1910 heiratete Cannon. Ab 1914 trat er regelmäßig bei Medicine Shows auf. In den 1920er Jahren hielt er sich in der Gegend von Memphis (Tennessee) auf und trat auch in der berüchtigten Beale Street auf. In dieser Zeit kam die Memphis Jug Band zu einigem Ruhm. 1927 begann seine professionelle Karriere als Musiker. Seine ersten Platten spielte er 1927 als „Banjo Joe“ bei den Paramount Records ein, wobei er von Blind Blake an der Gitarre begleitet wurde.
1928 machte Gus Cannon mit Lewis und Thompson unter dem Namen Cannon’s Jug Stompers erste Aufnahmen. Später spielten unter anderem auch Hosea Wood und Elijah Avery in der Gruppe. Weitere Aufnahmen, auch solo, folgten bis 1930. Danach ließ der Erfolg rasch nach. Cannon wohnte weiterhin in Memphis, wo er Anfang der 1950er-Jahre den jungen Johnny Cash kennenlernte, der zu der damaligen Zeit noch Haushaltswarenvertreter war.
Erst in den späten 1950er-Jahren wurde Gus Cannon wieder „entdeckt“. Mit Will Shade und Milton Ruby nahm er 1963 ein Album bei Stax Records auf. Nach seinem Tod 1979 gaben die The Lovin’ Spoonful ein Benefizkonzert, um Geld für Gus Cannons Grabstein zu sammeln. 2010 wurde Gus Cannon gemeinsam mit den Cannon’s Jug Stompers in die Blues Hall of Fame aufgenommen.